# Vladimir Korolev
Vladimir Ivanovitch Korolev (russe : Владимир Иванович Королёв), né le 1er février 1955, est un amiral de la Marine russe. Il est le commandant en chef de la Marine de guerre de la fédération de Russie d'avril 2016 à mai 2019.

## Biographie
Vladimir Korolev commence sa carrière comme officier sous-marinier.
Korolev est commandant de la flotte du Nord entre juin 2011 et avril 2016. En novembre 2015, Viktor Tchirkov (en), commandant en chef de la Marine russe, prend un congé pour raison de santé et Korolev le remplace à titre intérimaire. En avril 2016, Tchirkov démissionne de son poste de commandant en chef de la Marine russe et est remplacé par Korolev. Il est remplacé en mai 2019 par Nikolaï Ievmenov qui l'avait déjà remplacé en tant que commandant de la flotte du Nord.

## Référence
1. ↑  (en) Trude Pettersen, « The next Commander of the Russian Navy? », The Barents Observer, 14 mars 2016